# عقاب مارخور فیلیپین
عقاب مارخور فیلیپین (نام علمی: Spilornis holospilus) نام یک گونه از سرده خال‌پرنده‌ها است.